# ۳۱۰ (میلادی)
۳۱۰ (میلادی) سیصد و دهمین سال تقویم میلادی است.

## درگذشتگان
- ماکسیمیان، امپراتور روم
- پاپ اوزبیوس

‎